# Бубнов, Антон Валерьевич
Антон Валерьевич Бубнов (бел. Антон Валер'евіч Бубноў; род. 23 ноября 1988, Слоним, Гродненская область) — белорусский футболист, полузащитник.

## Клубная карьера
Воспитанник слонимской ДЮСШ «Альбертин», в молодом возрасте попал в состав минского «МТЗ-РИПО», где начинал с дубля и со временем стал игроком основы. В 2011 году помог клубу, который сменил название на «Партизан», вернуть место в высшей лиге, однако «Партизан» прекратил существование, и Антон в январе 2012 года перешёл в «Городею», где также закрепился в основе.
Летом 2014 года Бубнов потерял место в стартовом составе «Городеи», и в результате в августе перешёл в «Ислочь». Сумел стать одним из лидеров «Ислочи», за вторую половину сезона 2014 забив 5 голов. В апреле 2015 года он получил тяжёлую травму, из-за которой был вынужден пропустить весь сезон 2015, в котором команда одержала победу в первой лиге. В сезоне 2016 вернулся на поле и вскоре закрепился в основном составе «Ислочи», обычно выступая в качестве опорного полузащитника.
В январе 2017 года продлил контракт с клубом. Начало сезона 2017 пропустил из-за травмы, с июня вернулся в основной состав. 18 ноября 2017 года, выйдя на замену в конце матча против «Днепра», забил гол и принёс «Ислочи» победу, которая гарантировала клубу сохранение места в высшей лиге. Сезон 2018 начинал в стартовом составе. C июня перестал появляться на поле из-за травмы, а с сентября вернул место в основной команде. В декабре 2018 года по истечении срока действия контракта покинул «Ислочь».
В январе 2019 года начал тренироваться с бобруйской «Белшиной» и вскоре официально стал игроком команды. В августе 2019 года покинул бобруйский клуб.
В июне 2021 года стал игроком клуба «Молодечно-2018».

## Международная карьера
Был включён в состав юношеской сборной Беларуси на чемпионат Европы 2005 в Италии.
В 2008—2009 годах играл за молодёжную сборную Беларуси.

## Достижения
- Бронзовый призёр чемпионата Беларусиː 2008
- Обладатель Кубка Беларусиː 2007/08

## Статистика
| Сезон    | Дивизион | Клуб           | Страна                    | Матчи | Голы |
| -------- | -------- | -------------- | ------------------------- | ----- | ---- |
| 2004     | Д1       | МТЗ-РИПО       | Флаг Беларуси (1995—2012) | 1     | 0    |
| 2005     | дубль    | МТЗ-РИПО       | Флаг Беларуси (1995—2012) | 20    | 3    |
| 2006     | дубль    | МТЗ-РИПО       | Флаг Беларуси (1995—2012) | 24    | 5    |
| 2007     | Д1       | МТЗ-РИПО       | Флаг Беларуси (1995—2012) | 9     | 1    |
| 2008     | Д1       | МТЗ-РИПО       | Флаг Беларуси (1995—2012) | 13    | 1    |
| 2009     | Д1       | МТЗ-РИПО       | Флаг Беларуси (1995—2012) | 18    | 1    |
| 2010     | Д1       | Партизан       | Флаг Беларуси (1995—2012) | 16    | 0    |
| 2011     | Д2       | Партизан       | Флаг Беларуси (1995—2012) | 23    | 3    |
| 2012     | Д2       | Городея        | Флаг Беларуси             | 22    | 7    |
| 2013     | Д2       | Городея        | Флаг Беларуси             | 19    | 1    |
| 2014 (1) | Д2       | Городея        | Флаг Беларуси             | 10    | 0    |
| 2014 (2) | Д2       | Ислочь         | Флаг Беларуси             | 11    | 5    |
| 2015     | Д2       | Ислочь         | Флаг Беларуси             | 0     | 0    |
| 2016     | Д1       | Ислочь         | Флаг Беларуси             | 24    | 2    |
| 2017     | Д1       | Ислочь         | Флаг Беларуси             | 17    | 2    |
| 2018     | Д1       | Ислочь         | Флаг Беларуси             | 18    | 0    |
| 2019 (1) | Д2       | Белшина        | Флаг Беларуси             | 7     | 0    |
| 2021     | Д3       | Молодечно-2018 | Флаг Беларуси             | 6     | 3    |